# Персидский поход Гордиана III
Персидский поход Гордиана III — достаточно удачный поход римского императора Гордиана III против империи Сасанидов в 242—244 годах.

## До похода
В 226 году парфянский царь Артабан V был свергнут, а восставший Ардашир I основал династию Сасанидов и продолжил политику Парфии против Римской империи. В частности, между 229 и 232 годом произошли первые стычки между империей Сасанидов и римлянами. Поводом к войне стали притязания персов на земли, ранее принадлежавшие государству Ахеменидов, а теперь принадлежавшие Риму. Поход Александра Севера в 232 году привел к тому, что у обоих государств осталось столько территории, сколько было в правление Септимия Севера. В 239—241 годах Ардашир со своим сыном Шапуром отвоевал у Рима часть Месопотамии, Нисибис и Карры.

## Поход
Не известно точно, сколько легионов было направлено в империю Сасанидов. Дион Кассий говорил, что ещё Александр Север стянул у границ Месопотамии большое войско, которое и было задействовано в походе. Вот какие легионы были в составе римской армии: XV Аполлонов легион, XII Молниеносный легион, III Парфянский легион, I Парфянский легион, IV Скифский легион, XVI Стойкий Флавиев легион, II Парфянский легион, III Галльский легион, X Охраняющий пролив легион, VI Железный легион, III Киренаикский легион и вексиляции ещё восьми легионов. Всего было около 170 тысяч человек.
В 242 году молодой император открыл врата храма Януса и лично отправился на восток, с фактическим начальником персидской кампании Тимисетием к другому префекту претория, Гаю Юлию Приску. Приехав в Антиохию (возможно, в конце 242 года), которая была отбита у Шапура I, Гордиан со своей армией прошел Евфрат и несколько раз разбил персов, захватив Карры и Нисибис. Была одержана победа и в битве при Ресене.
Зимой император вернулся в Сирию и собрался в новый поход в следующем году, когда он хотел захватить столицу врага, Ктесифон, но в это время Тимесетий, без чьего военного опыта Гордиан не мог начать новый поход, умер от болезни. Префект претория Гай Юлий Приск уговорил Гордиана назначить на место Тимесетия своего брата, Филиппа Араба. Осенью того же года римские войска продвинулись за Евфрат. В 244 году римляне и персы сошлись в битве при Массисе, которая, предположительно, завершилась поражением римлян.  
Шапур приписывал себе победу в своей барельефной надписи. Скорее всего, Гордиан был убит благодаря проискам Филиппа Араба в Месопотамии. Сам Филипп стал императором и подписал мирный договор с персами на следующих условиях: римляне получили Малую Армению и Месопотамию (до Сингары) в полное владение и Великую Армению в формальную зависимость.